# Айба, Хакибей Кажевич
Хакибей Кажевич Айба (1917—2016) — советский хозяйственный, государственный и политический деятель, председатель колхоза села Лыхны Гудаутского района Абхазская АССР Грузинская ССР. Герой Социалистического Труда.

## Биография
Родился 31 декабря 1917 года в селе Абгархук Гудаутского участка Сухумского округа Российской империи (ныне - Гудаутский район Абхазии). Абхаз. Член ВКП(б) с 1942 года.
Окончил Новоафонскую школу-интернат, поступил в Сухумский государственный педагогический институт (ныне — Абхазский государственный университет). С 1937 года работал директором школы в своём селе.
В сентябре 1939 года был призван в Красную Армию, окончил Киевское военно-политическое училище. Член ВКП(б)/КПСС с 1942 года. В действующей армии с января 1942 года. Воевал на Волховском, Ленинградском, 1-м Украинском фронтах. Всю войну прошёл замполитом 1426 лёгкого артиллерийского полка 202 отдельной артиллерийской бригады 6-й гвардейской танковой армии 2-го Украинского фронта. В составе Забайкальского фронта участвовал в войне с Японией политработником в артиллерийских частях, был ранен и дважды контужен. Награждён тремя боевыми орденами. В 1947 году был уволен в запас, вернулся на родину.
Окончил высшие курсы в системе Министерства заготовок, с 1948 года работал главным уполномоченным Министерства по Гудаутскому району.
В 1955 году был избран председателем колхоза в селе Аацы, успешно руководил хозяйством 12 лет. Наладил трудовую дисциплину, регулярно выплачивал зарплату колхозникам, построил Дом культуры, асфальтированную дорогу.
В 1967 году был избран председателем чаеводческого колхоза в селе Лыхны Гудаутского района, позднее — колхоз имени XXIV съезда КПСС. Под его руководством колхоз стал одним из передовых в Абхазии, неоднократно принимал участие в ВДНХ СССР.
Указом Президиума Верховного Совета СССР от 7 июля 1986 года за достижение выдающихся результатов в выполнении заданий одиннадцатой пятилетки и социалистических обязательств, большой вклад в увеличение производства и продажи государству сельскохозяйственной продукции на основе широкого применения коллективного подряда, высокопроизводительных методов труда Айбе Хакибею Кажевичу присвоено звание Героя Социалистического Труда с вручением ордена Ленина и золотой медали «Серп и Молот».
Благодаря его усилиям улучшилось материальное положение крестьян. В селе были построены Дворец культуры и административный корпус. Ушёл с поста председателя колхоза в начале 1990-х годов.
Избирался депутатом Верховного Совета СССР 8-го −10-го созывов (1970—1984), депутатом Верховного Совета Абхазской АССР.
Жил в селе Лыхны (Абхазия). Умер 7 ноября 2016 года.

## Награды
- Золотая медаль «Серп и Молот» (20.05.1952)
- Орден Ленина (22.02.1978)
- Орден Ленина (20.05.1952)
- Орден Красного Знамени  (30.04.1945)[2]
- Орден Трудового Красного Знамени  (14.12.1972)
- Орден Отечественной войны I степени (20.09.1945)[3]
- Орден Отечественной войны II степени (08.10.1944)[4]
- Орден Отечественной войны II степени (11.03.1985)[5]
- Орден Красной Звезды (30.04.1945)[6]
- Медаль «За отвагу» (СССР) (16.07.1944)
- Медаль «За боевые заслуги»
- Медаль «В ознаменование 100-летия со дня рождения Владимира Ильича Ленина» (6 апреля 1970)
- Медаль «За взятие Будапешта»  (26.06.1944)[7]
- Медаль «За взятие Вены»  (26.06.1944)[8]
- Медаль «За освобождение Праги»  (26.06.1944)[9]
- Медаль «За доблестный труд»
- Медаль «За победу над Германией в Великой Отечественной войне 1941—1945 гг.» (9 мая 1945[10])[11]
- Медаль «За победу над Японией» (9 сентября 1945)[12])[13]
- Юбилейная медаль «Двадцать лет Победы в Великой Отечественной войне 1941—1945 гг.» (7 мая 1965[14])
- Юбилейная медаль «Тридцать лет Победы в Великой Отечественной войне 1941—1945 гг.»[15]
- Медаль «Сорок лет Победы в Великой Отечественной войне 1941-1945 гг.»[16]
- Медаль Жукова (1995)
- Юбилейная медаль «50 лет Победы в Великой Отечественной войне 1941—1945 гг.»[17]
- Медаль «Ветеран труда»
- Медаль «30 лет Советской Армии и Флота»[18]
- Юбилейная медаль «40 лет Вооружённых Сил СССР»[19]
- Юбилейная медаль «50 лет Вооружённых Сил СССР» (26 декабря 1967[20])
- Юбилейная медаль «60 лет Вооружённых Сил СССР» (28 января 1978[21])
- Юбилейная медаль «70 лет Вооружённых Сил СССР» (28 января 1988[22])
- Знак «Гвардия»
- Знак МО СССР «25 лет Победы в Великой Отечественной войне» (24 апреля 1970)
- орденом Абхазии «Честь и Слава» («Ахьдз-Апша») 2-й степени

## Память
- На могиле установлен надгробный памятник.
- Его имя увековечено в Главном Храме Вооружённых сил России, и навсегда запечатлено на мемориале «Дорога памяти»